# NGC 36
NGC 36 je vmesna spiralna galaksija v ozvezdju Rib. Njen navidezni sij je 13,95m. Od Sonca je oddaljena približno 78,9 milijonov parsekov, oziroma 257,34 milijonov svetlobnih let.
Galaksijo je odkril William Herschel 25. oktobra 1785.